# Bataille d'Orange
 (novembre 2021).
Si vous disposez d'ouvrages ou d'articles de référence ou si vous connaissez des sites web de qualité traitant du thème abordé ici, merci de compléter l'article en donnant les références utiles à sa vérifiabilité et en les liant à la section « Notes et références ».
Guerre des Cimbres
Batailles
- Noreia
- Agen
- Arausio
- Aquæ Sextiæ
- Vercellæ

La bataille d'Orange est un épisode de la guerre des Cimbres (115-101) qui oppose le 6 octobre 105 av. J.-C. à proximité de l'actuelle ville d'Orange (département de Vaucluse), à l'époque Arausio dans la province romaine de Gaule narbonnaise des troupes romaines aux envahisseurs Cimbres, Teutons et Tigurins. Elle s'achève par la défaite des Romains. 

## Contexte
La Gaule du sud-est (des Pyrénées au lac Léman) a été soumise par Rome entre 125 et 121. Ils établissent une province couramment appelée Gaule narbonnaise. La présence romaine est donc très récente lorsque cette région est touchée par la guerre des Cimbres.
La guerre des Cimbres commence en -115. Les Cimbres et les Teutons, avec leurs alliés comme les Tigurins, arrivent en Gaule en 109 av. J.-C.. En 107, les Tigurins infligent une lourde défaite aux Romains à la bataille d'Agen. Les dirigeants romains craignent qu'ils n'envahissent l'Italie, mais de toute façon, ils doivent aussi protéger leurs intérêts en Gaule.

## Préludes
Pour parer à la menace, le consul Cnaeus Mallius Maximus est envoyé en Narbonnaise en 105 av. J.-C. afin d'y renforcer l'armée du gouverneur proconsulaire Quintus Servilius Cæpio, qui est un des chefs du parti de la noblesse.
Les deux hommes sont rivaux, notamment parce que Servilius Cæpio refuse de coopérer avec Mallius Maximus au prétexte que celui-ci est un homo novus, un « homme nouveau », dont aucun ascendant n'a parcouru le cursus honorum avant lui, et qu'il n'est donc pas « noble ». 
Sûrs de leur victoire, le consul et le proconsul s'en disputent d'avance les lauriers.[pas clair]

## La bataille
Le 6 octobre 105 av. J.-C., les troupes romaines rencontrent celle des Cimbres à proximité d'Orange.
Les Romains alignent 80 000 légionnaires et 40 000 auxiliaires face à 200 000 Cimbres, qui emportent une victoire écrasante.
Plus de 84 000,, légionnaires sont tués, ainsi que deux fils du consul, selon Paul Orose. 
Pour les Romains, ce sont les pertes les plus importantes depuis la bataille de Cannes contre le Carthaginois Hannibal en 216 av. J.-C..

## Conséquences

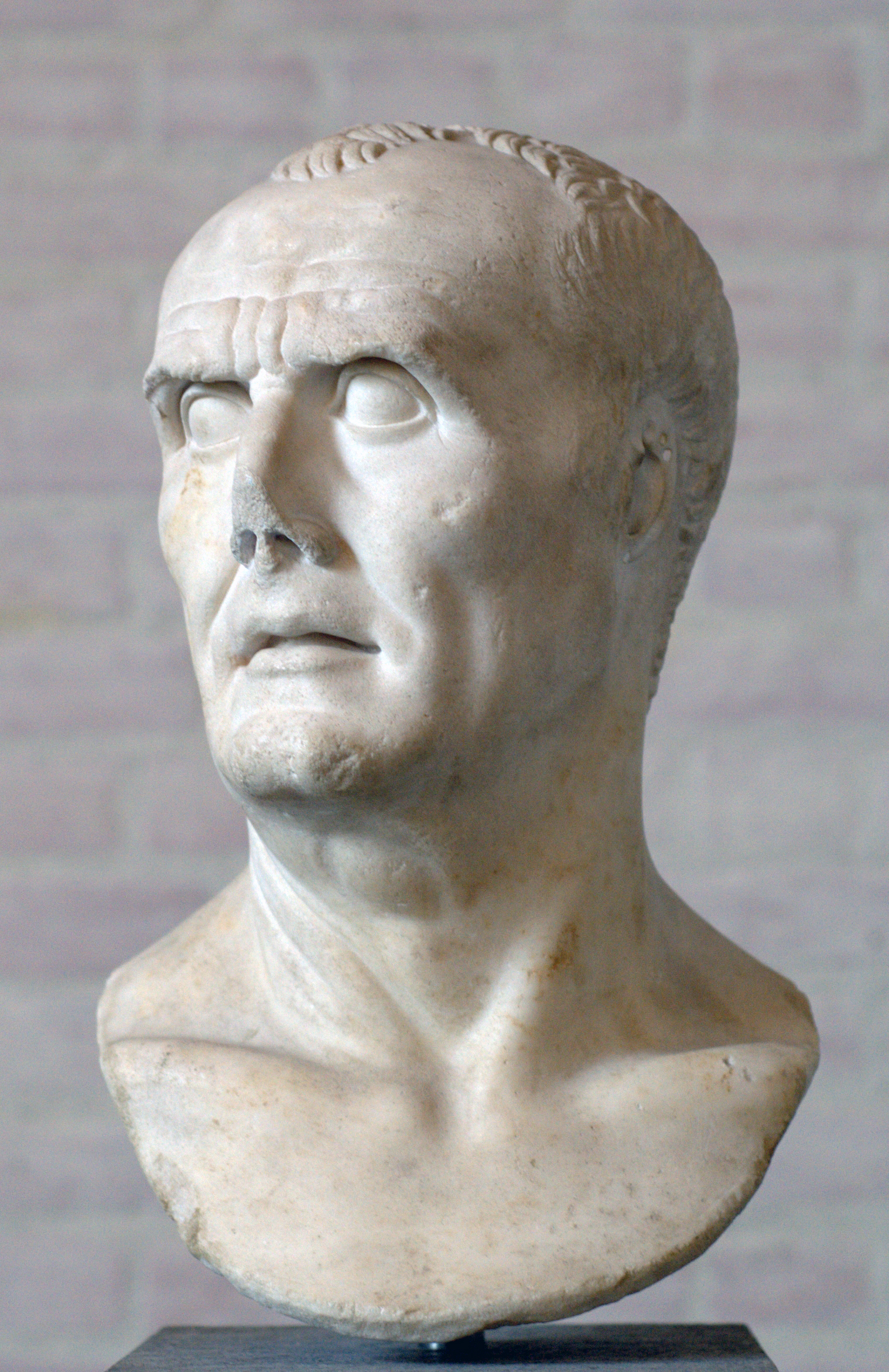
Le consul Caius Marius, le futur vainqueur des Cimbres et des Teutons.

À Rome, cette défaite est ressentie comme une catastrophe. Le proconsul Cæpion est déchu de sa magistrature et exilé, ainsi que le consul Mallius. 
La nécessité de lever de nouvelles forces amènent le consul Caius Marius à réformer l'armée en l'ouvrant aux citoyens moins riches.

## Suites: la campagne de Marius
Il part pour la Narbonnaise en 104 et installe ses légions à proximité d'Arles. 
Là, il attend pendant deux ans les Teutons partis en Hispanie. Il occupe ses troupes en faisant creuser pendant l'hiver 103–102 le canal appelé Fosses Mariennes (Fossae Marianae, origine de Fos) à l'embouchure du Rhône. Pendant cette période, il fait quelques séjours à Rome pour renouveler son titre de consul[pas clair].
Il les écrase finalement en 102 av. J.-C. lors de la bataille d'Aix et de nouveau l'année suivante à Verceil.